# Casa consistorial de Sena
La casa consistorial de Sena es un edificio ubicado en el municipio español de Sena, en la provincia de Huesca, en Aragón, sede del Ayuntamiento de la localidad. Cuenta con el estatus de Bien Catalogado del Patrimonio Cultural Aragonés.

## Historia
El edificio se construyó entre los siglos XVI y XVII, posiblemente en la segunda mitad del XVI que fue una época de bonanza en la zona y que hizo posible la construcción de varios edificios de factura similar en las poblaciones cercanas. En su última restauración del año 1993 se encontraron restos de un mercado medieval 

## Descripción

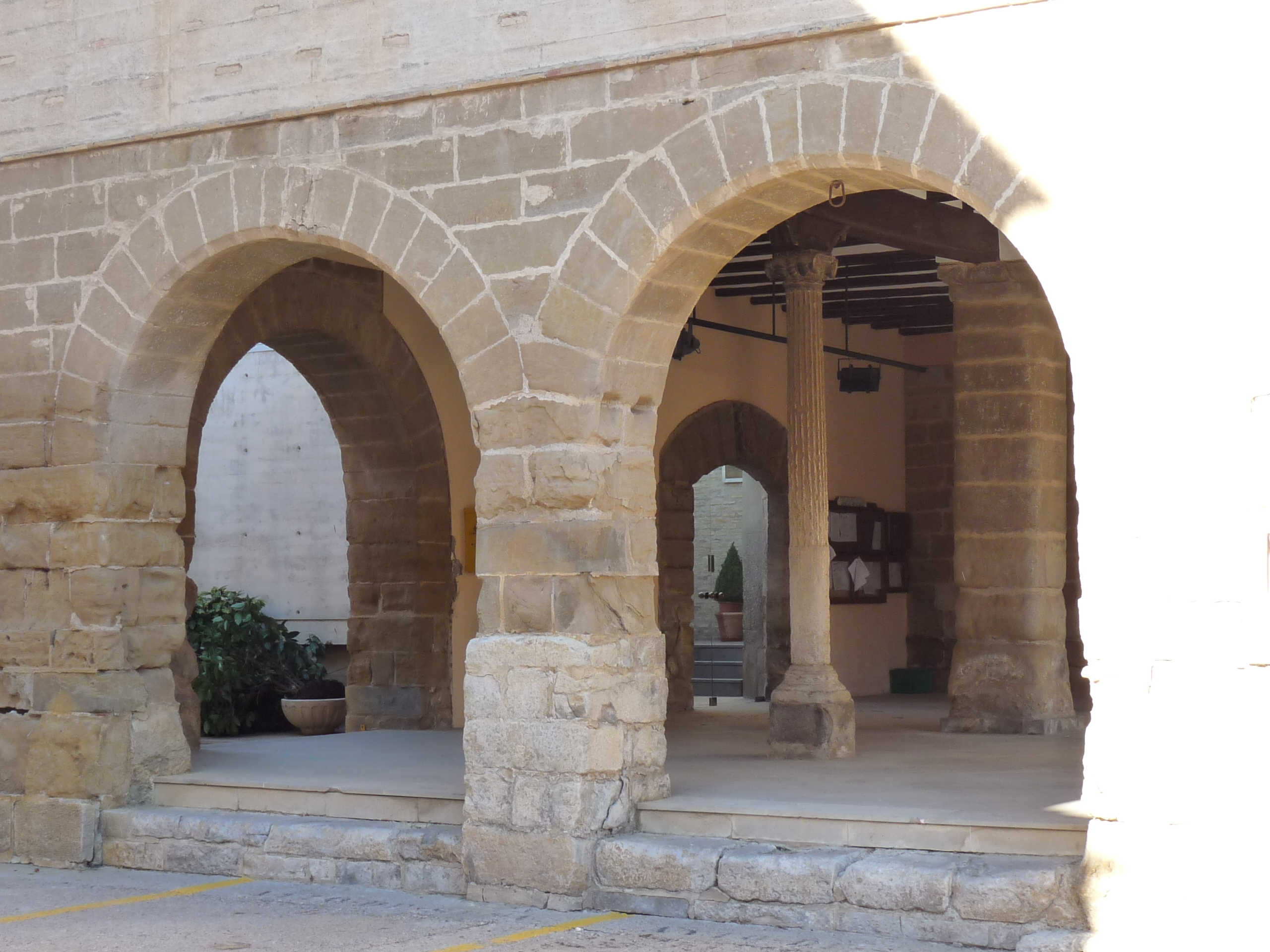
Arcos

Se trata de un edificio de estilo renacentista que se dataría de los siglos XVI y XVIII, en la construcción destacan la sencillez estructural y la sobriedad y el equilibrio compositivos. Presenta elementos característicos de la arquitectura civil aragonesa de la segunda mitad del siglo XVI, encuadrándose dentro de la tipología de edificios consistoriales con lonja que alcanzó gran difusión en época moderna. 
El inmueble presenta planta rectangular, si bien en el siglo XVIII se le añadió un bloque trasero para alojar la caja de escaleras, alterando la volumetría y distribución originales; en este bloque se instaló una estructura acristalada que afecta notablemente a la imagen de conjunto.

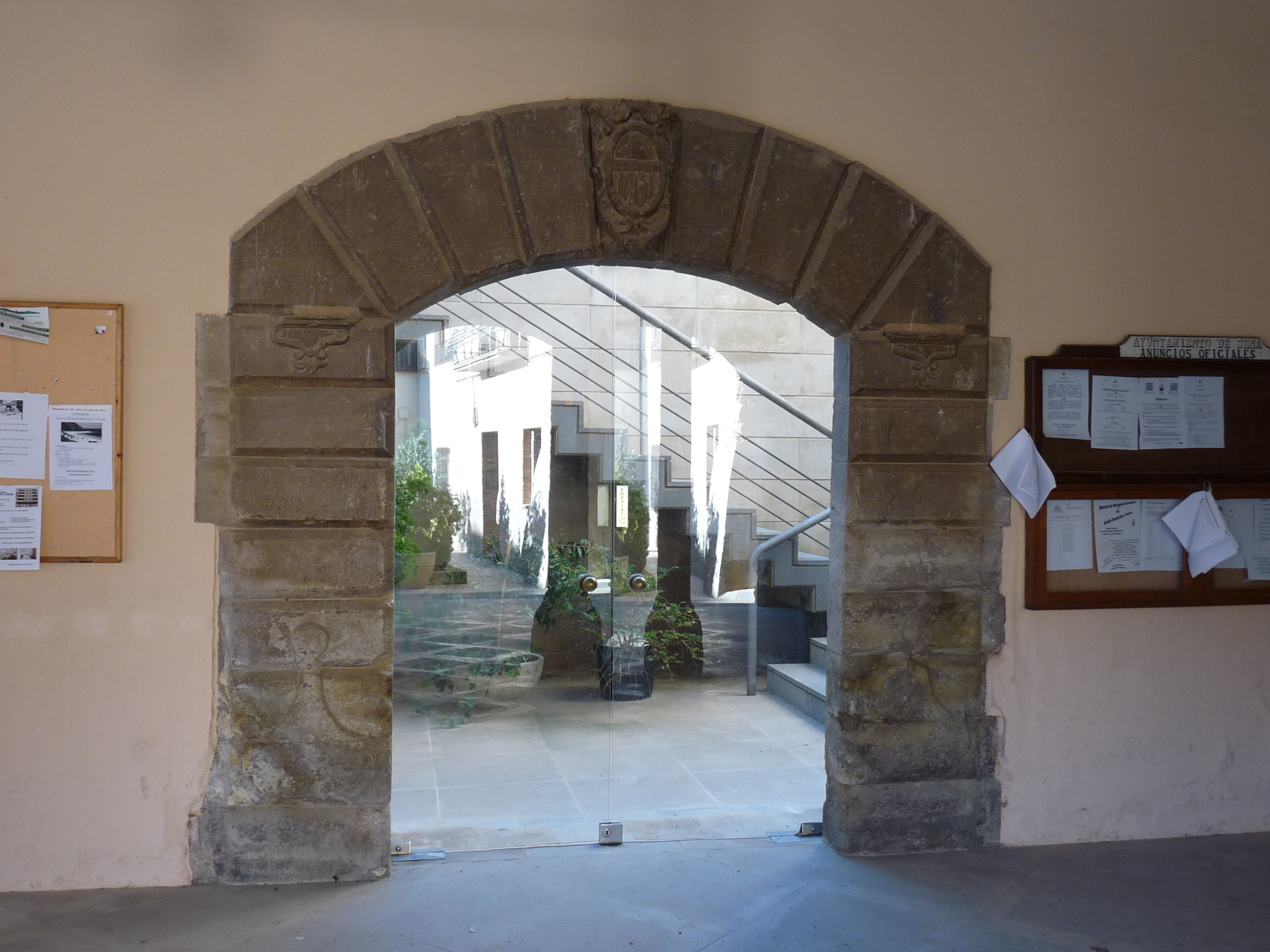
Puerta

Consta de tres plantas, conservando la baja y la superior la distribución espacial original, en tanto que la de planta primera ha sido modificada. En el exterior presenta una composición sobria y homogénea en la que adquiere relevancia plástica el uso de diferentes materiales en cada planta. La planta baja, realizada en sillar, está ocupada por una lonja abierta por arcos de medio punto; el espacio interior queda dividido por un pilar central y dos columnas de fustes acanalados y capiteles jónicos que sostienen zapatas talladas en las que apean las jácenas del forjado de madera. Al fondo se sitúa la portada en arco escarzano y con el escudo de la villa en la clave.
La planta primera presenta muros de tapial trabado con ladrillo y abre mediante vanos adintelados que han sido transformados en balcones enrasados. El piso superior está realizado en ladrillo y desarrolla una galería de arcos de medio punto doblados y con impostas resaltadas en la base, los antepechos y el arranque de los arcos. El alero es de ladrillo, alternando hiladas en listel y en diente de sierra. Tanto por el uso de materiales como por el sistema volumétrico y compositivo, este inmueble enlaza con la tradición constructiva del valle del Cinca.

## Protección
Fue declarado Monumento Histórico-Artístico Nacional desde 1977 y Bien de Interés Cultural desde 1984 y el 19 de septiembre de 2002 alcanzó el estatus de Bien Catalogado del Patrimonio Cultural Aragonés, mediante una orden publicada el 11 de octubre de 2002 en el Boletín Oficial de Aragón.

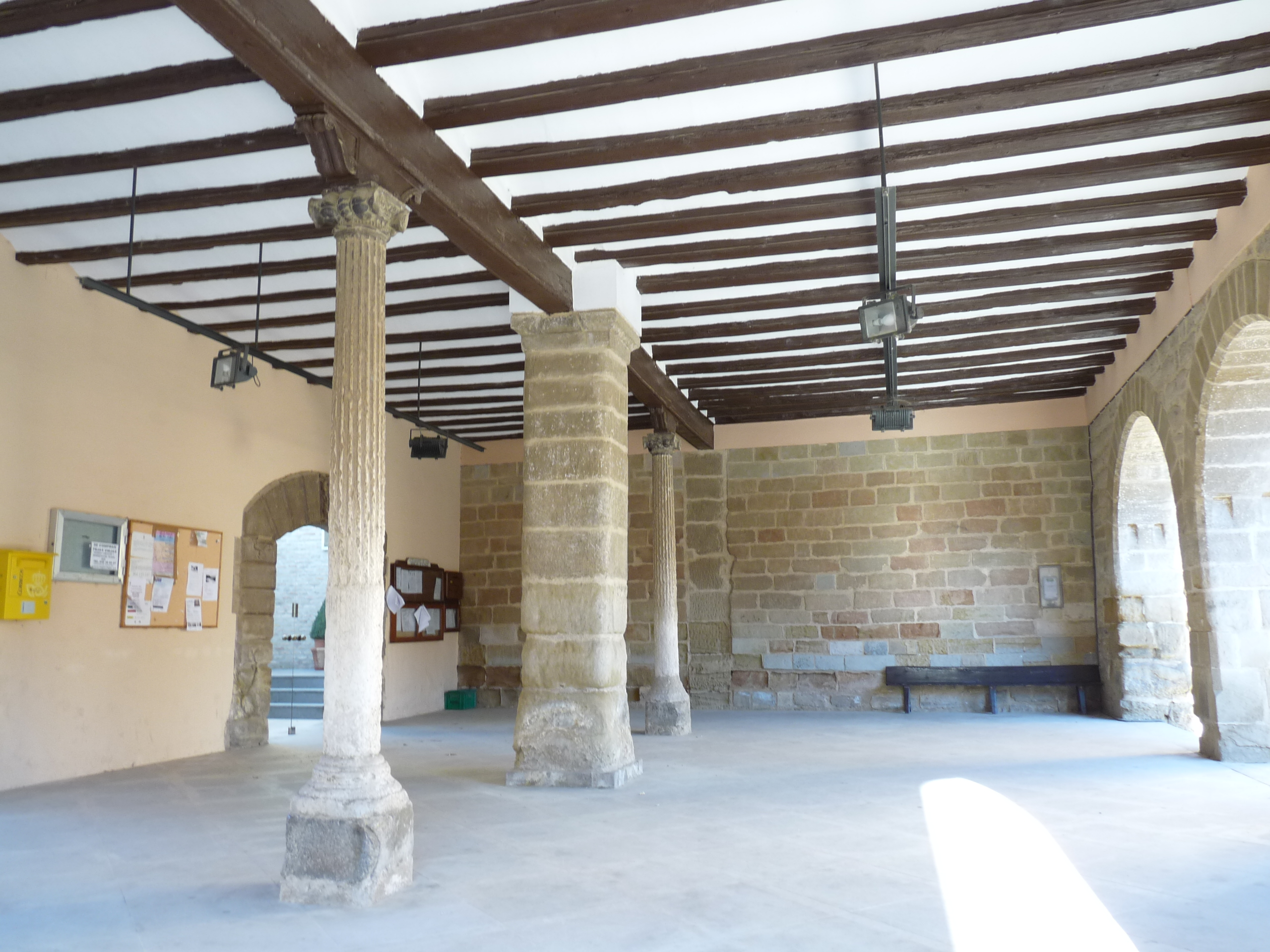
Columnas